# Chandolin
Chandolin is een plaats en voormalige gemeente in het Zwitserse kanton Wallis, en maakt sinds 1 januari 2009 deel uit van de gemeente Anniviers in het district Sierre.
Chandolin is een van de hoogste permanent bewoonde dorpen van Europa.

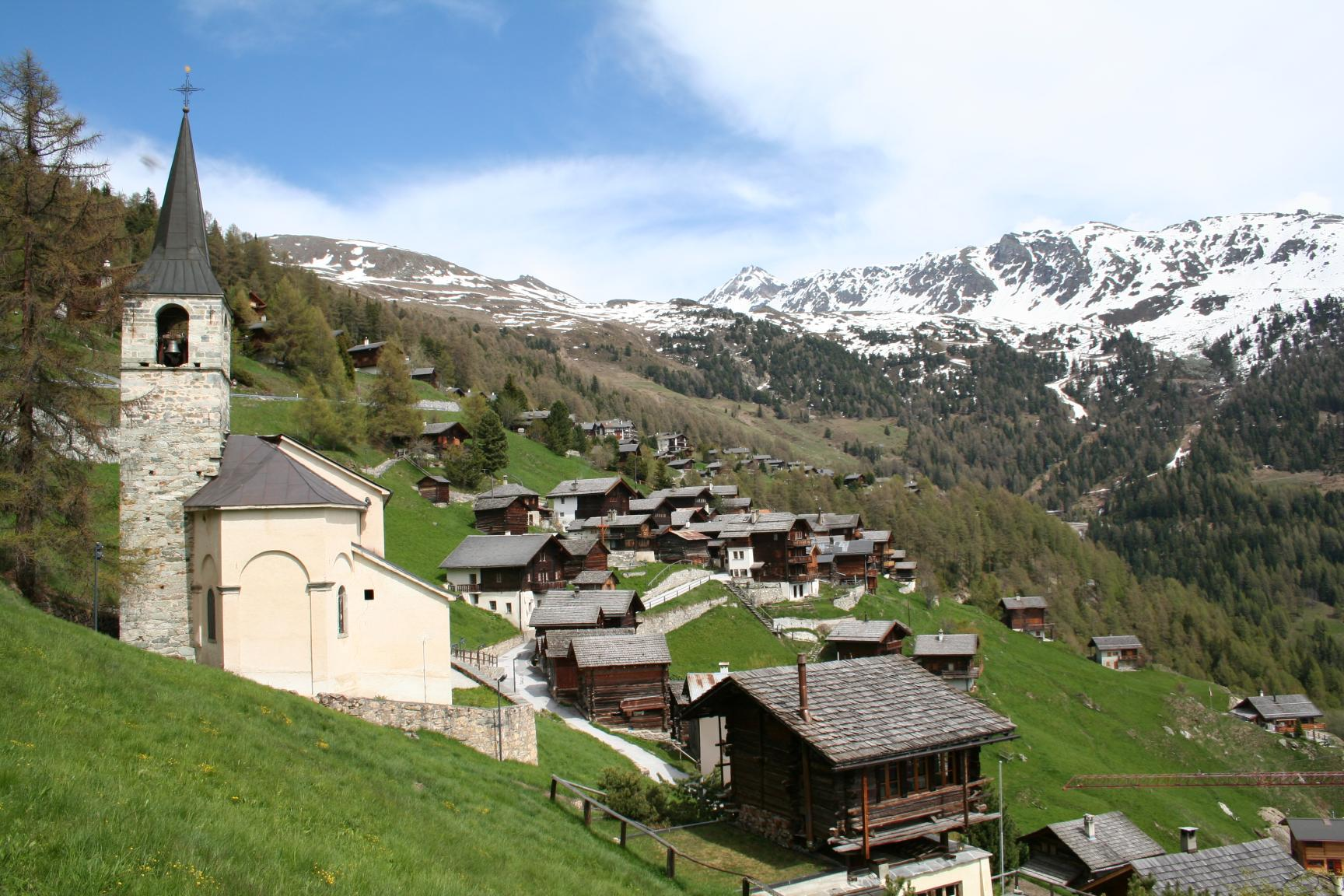
De kerk van Chandolin

- Bibliothèque nationale de France: cb12003452h (data)
- Gemeinsame Normdatei: 4440724-5
- Historisch woordenboek van Zwitserland: 002780
- Library of Congress Control Number: n82255508
- Nationale Bibliotheek van Israël: 987007559845805171
- Système universitaire de documentation: 028140966
- Virtual International Authority File: 138407431